# Hugh S. Fowler
Hugh S. Fowler est un monteur américain né le 24 juillet 1912 et mort le 2 août 1975 en Californie (États-Unis).

## Filmographie
- 1952 : Appel d'un inconnu (Phone call from a stranger)
- 1952 : Les Misérables (La Vie de Jean Valjean)
- 1952 : Something for the Birds
- 1953 : Taxi
- 1953 : Les hommes préfèrent les blondes (Gentlemen Prefer Blondes)
- 1955 : Sept Ans de réflexion (The Seven Year Itch) de Billy Wilder
- 1955 : Seven Cities of Gold
- 1956 : On the Threshold of Space
- 1956 : Le Shérif (The Proud Ones)
- 1956 : La Dernière Caravane (The Last Wagon)
- 1956 : Le Cavalier du crépuscule (Love Me Tender)
- 1957 : Le Chemin de l'or (The Way to the Gold)
- 1957 : La Blonde explosive (Will Success Spoil Rock Hunter?)
- 1958 : La Femme que j'aimais (The Gift of Love) de Jean Negulesco
- 1958 : The Fiend Who Walked the West
- 1958 : A Nice Little Bank That Should Be Robbed
- 1959 : Duel dans la boue (These Thousand Hills)
- 1959 : L'habit ne fait pas le moine (Say One for Me)
- 1959 : Du sang en première page (The Story on page one)
- 1960 : Le Monde perdu (The Lost World)
- 1960 : Les Rôdeurs de la plaine (Flaming Star)
- 1961 : Pirates of Tortuga
- 1962 : Appartement pour homme seul (Bachelor Flat)
- 1962 : Hemingway's Adventures of a Young Man
- 1963 : Twilight of Honor
- 1965 : Première Victoire (In Harm's Way)
- 1965 : Wild Seed
- 1966 : Stagecoach
- 1966 : And Now Miguel
- 1966 : Tiens bon la rampe, Jerry (Way... Way Out)
- 1967 : F comme Flint (In Like Flint)
- 1968 : La Planète des singes (Planet of the Apes)
- 1969 : Pendulume (Pendulum) de George Schaefer
- 1970 : Patton
- 1972 : Corky
- 1972 : Juge et Hors-la-loi (The Life and Times of Judge Roy Bean)